# Zebrasoma
Zebrasoma es un género de peces cirujano, de la familia de los Acantúridos.
Sus especies son de los peces marinos más populares en acuariofilia. Son ágiles y vistosos nadadores. Sociable con la mayoría de habitantes del arrecife, a excepción de machos territoriales de su misma especie.

## Morfología
Posee la morfología típica de su familia, cuerpo ovalado,  forma de disco al erguir las aletas dorsal y anal. De morro prominente y boca pequeña. Sus coloraciones, salvo en Z. scopas, son muy intensas y vistosas.
Como todos los peces cirujano, de ahí les viene el nombre común, tiene 2 espinas extraíbles a cada lado de la aleta caudal; las usan para defenderse de otros peces, o para amenazar a quién represente un posible competidor en su territorio.
Alcanza los 40 cm de largo, en el caso de Z. desjardinii o Z. scopas. Siendo Z. rostratum, con 21 cm, la especie más pequeña del género.
Sus numerosos y pequeños dientes faríngeos sugieren su principal dieta herbívora: algas filamentosas.

## Especies
El Registro Mundial de Especies Marinas acepta las siguientes especies en el género, de las que la UICN valora su estado de conservación como de preocupación menor:
- Zebrasoma desjardinii. (Bennett, 1836)
- Zebrasoma flavescens. (Bennett, 1828)
- Zebrasoma gemmatum. (Valenciennes, 1835)
- Zebrasoma rostratum. (Günther, 1875)
- Zebrasoma scopas. (Cuvier, 1829)
- Zebrasoma velifer. (Bloch, 1795)
- Zebrasoma xanthurum. (Blyth, 1852)

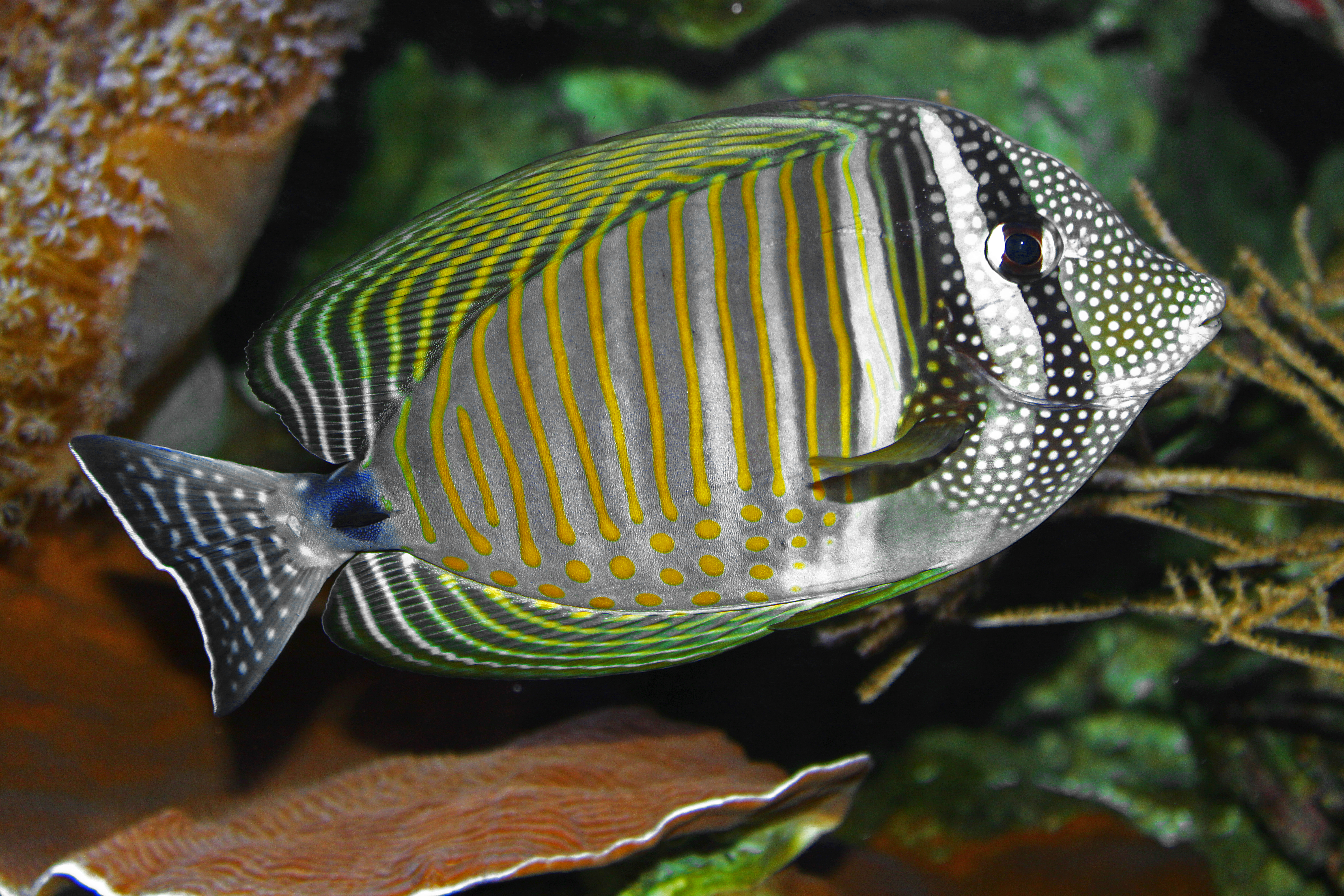
Zebrasoma desjardinii
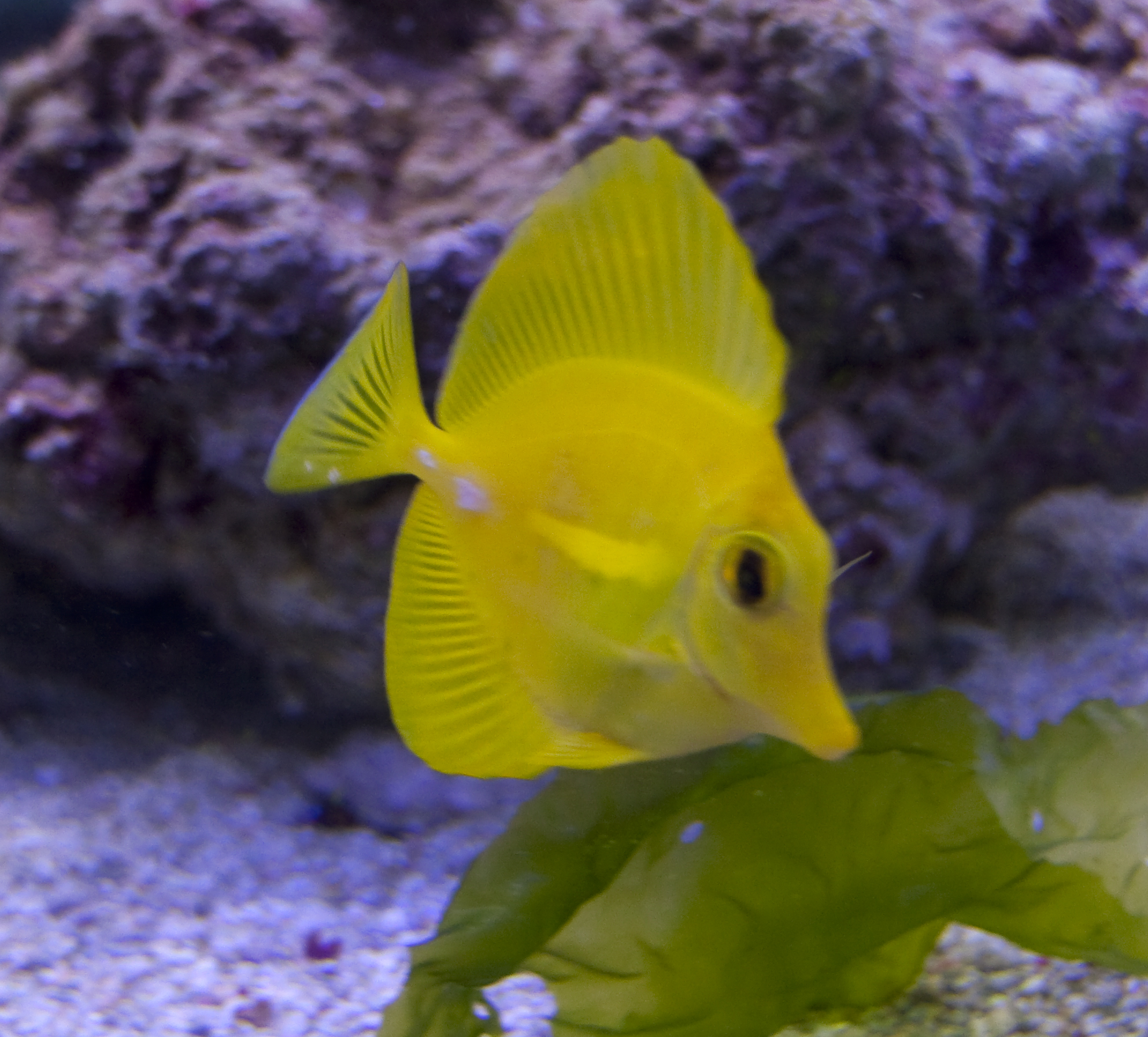
Zebrasoma flavescens
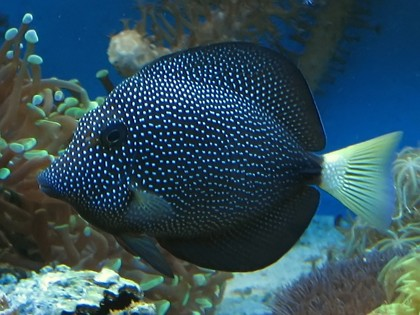
Zebrasoma gemmatum
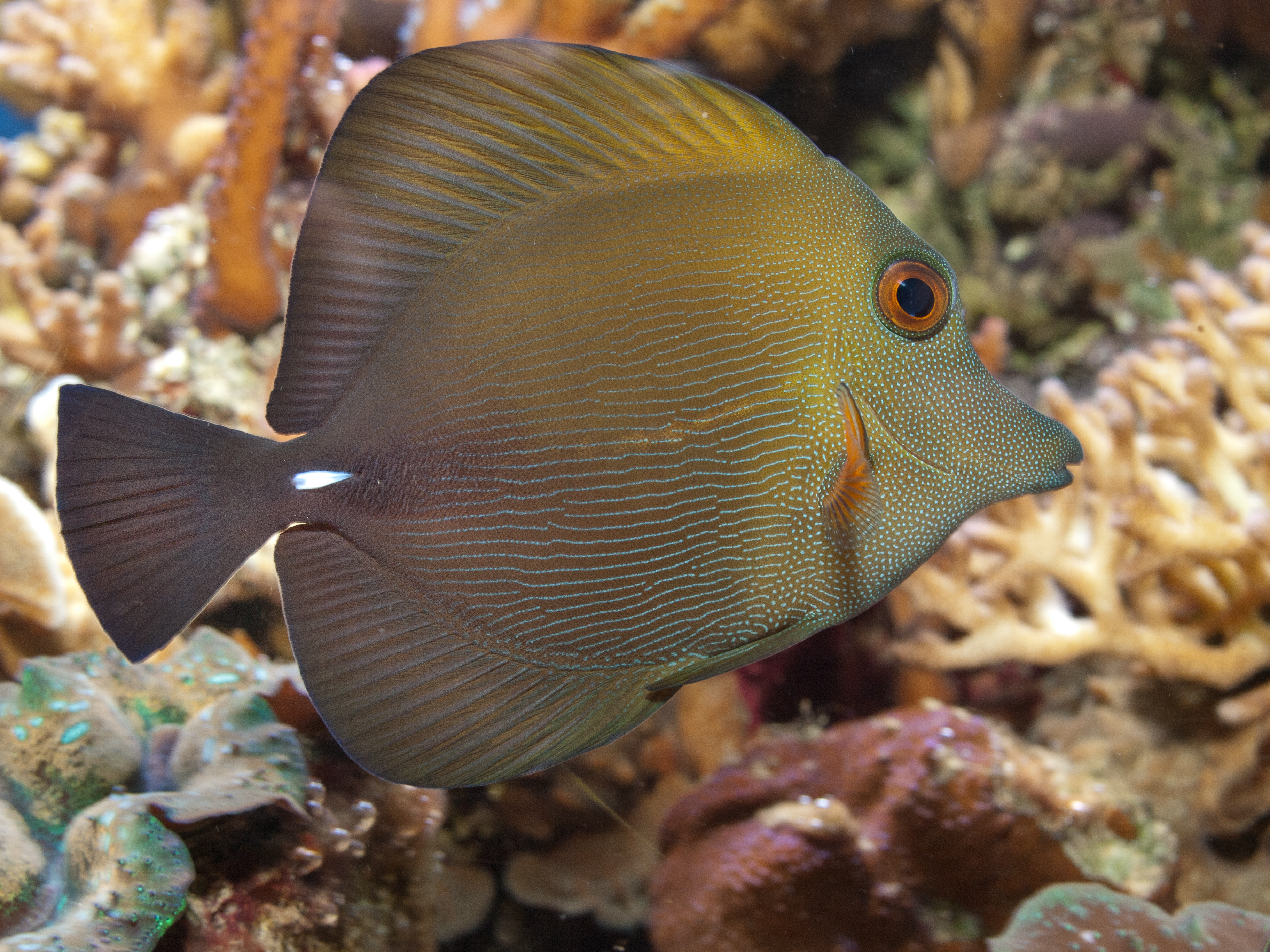
Zebrasoma scopas
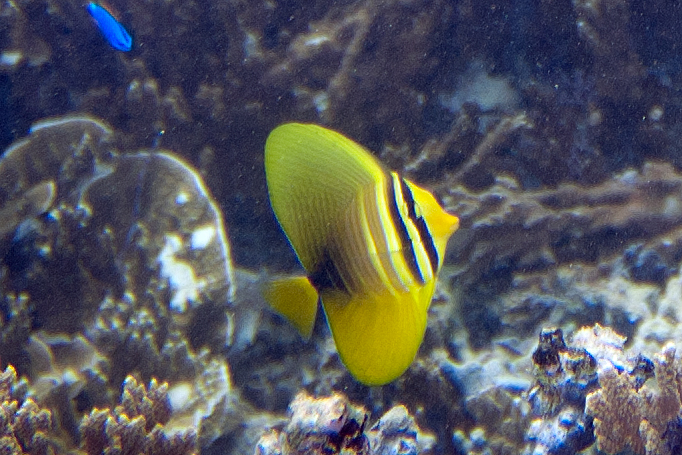
Zebrasoma veliferum
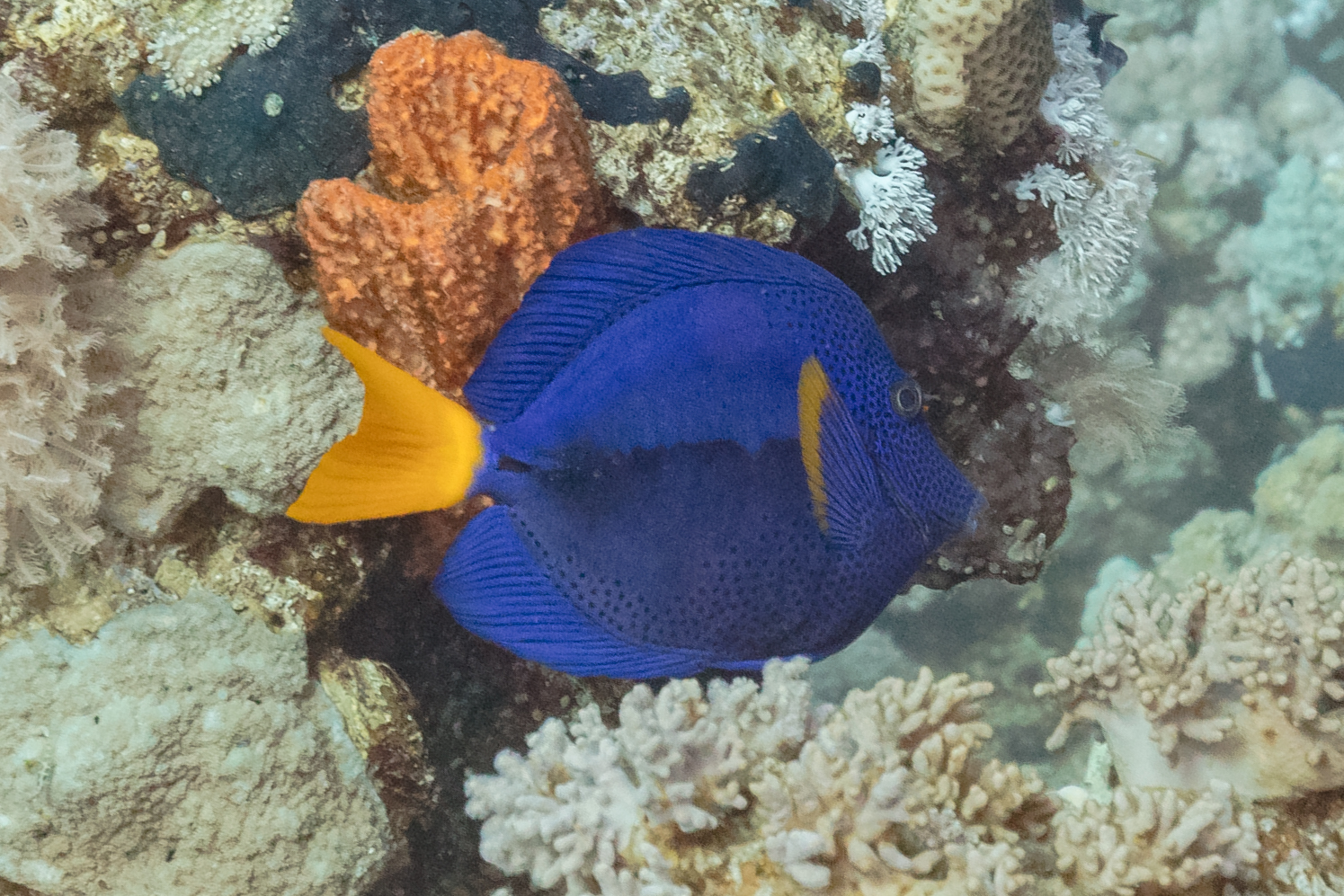
Zebrasoma xanthurum

## Hábitat y distribución
Suelen verse en grupos a lo largo de arrecifes y lagunas coralinos, o sobre fondos rocosos; usualmente entre los 2 y 20 metros de profundidad, aunque también se localizan a 81 m. Los juveniles suelen ser solitarios y se protegen entre corales en áreas protegidas.
Se distribuyen en el océano Índico y en el Pacífico. Desde la costa este africana hasta Hawái, incluyendo el Mar Rojo; al norte en Japón y al sur hasta Australia, y las islas Howe y Rapa.

## Alimentación
Se nutre principalmente de plancton, algas filamentosas y varias macroalgas. Su alimentación principal es herbívora.
De tal modo que, en acuariofilia es una de las especies utilizadas para el control de algas por medios naturales

## Reproducción
No presentan dimorfismo sexual claro, tan sólo siendo los machos de mayor tamaño que las hembras. Se conoce que son ovíparos y monógamos. El desove sucede alrededor de la luna llena, estando sometido a la periodicidad del ciclo lunar; se produce tanto en parejas como en grupos, y en tandas a lo largo de todo el año, dependiendo de las áreas.

## Mantenimiento
La iluminación deberá ser necesariamente intensa para que pueda desarrollarse la colonia de algas suficiente de la que se alimenta. Además requiere mantener un buen número de roca viva entre la decoración del acuario con suficientes escondrijos.
Al igual que el resto de especies de cirujanos, son muy sensibles a determinadas enfermedades relacionadas con la piel. Es recomendable la utilización de esterilizadores ultravioleta para la eliminación de las plagas patógenas.
Aunque es herbívoro, acepta tanto artemia y mysis congelados, como alimento seco.